# Jordan Ivanov
Jordan Ivanov Nikolov, né le 6 janvier 1872 à Kyustendil et mort le 29 juillet 1947 à Sofia, est un historien littéraire, archéologue et folkloriste bulgare.
Il est membre à part entière de l'Académie bulgare des sciences depuis 1909. Il est issu d'une famille sacerdotale de Kratovo, aujourd'hui Macédoine du Nord.

## Biographie
Dans les années 1890, il se spécialise à l'université de Lausanne, où il étudie la littérature des peuples romans, le latin et la paléographie, et apprend principalement le français. De retour en Bulgarie, il est professeur de français. Il a jeté les bases des études cyrillo-méthodiennes en France. Il découvre en 1906 et publie un original manuscrit phototypique de l'histoire slavo-bulgare.
Pendant la participation de la Bulgarie dans la Première Guerre mondiale, il publie son magnum opus Les bulgares en Macédoine. En 1920, il est muté à Paris comme professeur de langue et littérature bulgare à l'École nationale des langues orientales vivantes.
Le musée d'histoire de Kyustendil porte son nom.

### Publications en français
- Carte ethnographique de la Macédoine du Sud représentant la répartition ethnique a la veille de la guerre des Balkans, Sofia, 1913
- Notes explicatives sur la carte ethnographique de la Macédoine du Sud, Sofia, 1913
- Bulgares et Grecs devant l`opinion publique suisse. (A propos du meeting de protestation en faveur des Grecs, tenu à Genève le 17 mai 1918), Berne, 1918
- La région de Cavalla, Berne, 1918
- Les Bulgares et leurs manifestations nationales. Documents historiques, ethnographiques et diplomatiques, Berne, 1919
- Les Bulgares devant le Congres de la paix. Documents historiques, ethnographiques et diplomatiques, Berne, 1919
- La question macedonienne au point de la vue historique, ethnographique et statistique, Paris, 1920
- Livres et legendes bogomiles. Trad. du bulgare M. Ribeyrol, Paris, 1975 (Collection des littératures populaire de toutes les nations, 22)